# Velle-le-Châtel
Velle-le-Châtel ist eine Gemeinde im französischen Département Haute-Saône in der Region Bourgogne-Franche-Comté.

## Geographie
Velle-le-Châtel liegt auf einer Höhe von 223 m über dem Meeresspiegel, etwa 8 km westsüdwestlich von Vesoul (Luftlinie). Das Dorf erstreckt sich im zentralen Teil des Departements, in der Talniederung der Baignotte, am Westfuß der Höhen, die sich zwischen den Flusstälern von Saône und Ognon erheben.
Die Fläche des 3,00 km² großen Gemeindegebiets umfasst einen Abschnitt im Bereich des oberen Saônebeckens. Der langgezogene Gemeindebann wird im Westen durch den Flusslauf der Baignotte begrenzt, die durch eine Talniederung nach Norden zum Durgeon fließt. Im Osten reicht das Gebiet auf die Geländeterrasse von Mont. Dieser Abschnitt ist aus tertiären Sedimenten aufgebaut. Landwirtschaftliche Nutzung herrscht hier vor.
Mit einem schmalen Streifen erstreckt sich das Gemeindeareal nach Süden über einen bewaldeten Hang bis auf den angrenzenden Höhenzug der Côte d'Andelarre, der zum Hügelgebiet zwischen Saône und Ognon gehört. Er besteht aus Kalksedimenten der mittleren Jurazeit. Mit 378 m wird auf der Kuppe des Bois Monsieur die höchste Erhebung von Velle-le-Châtel erreicht.
Nachbargemeinden von Velle-le-Châtel sind Boursières und Mont-le-Vernois im Norden, Andelarrot im Osten, Mailley-et-Chazelot und Baignes im Süden sowie Clans im Westen.

## Geschichte

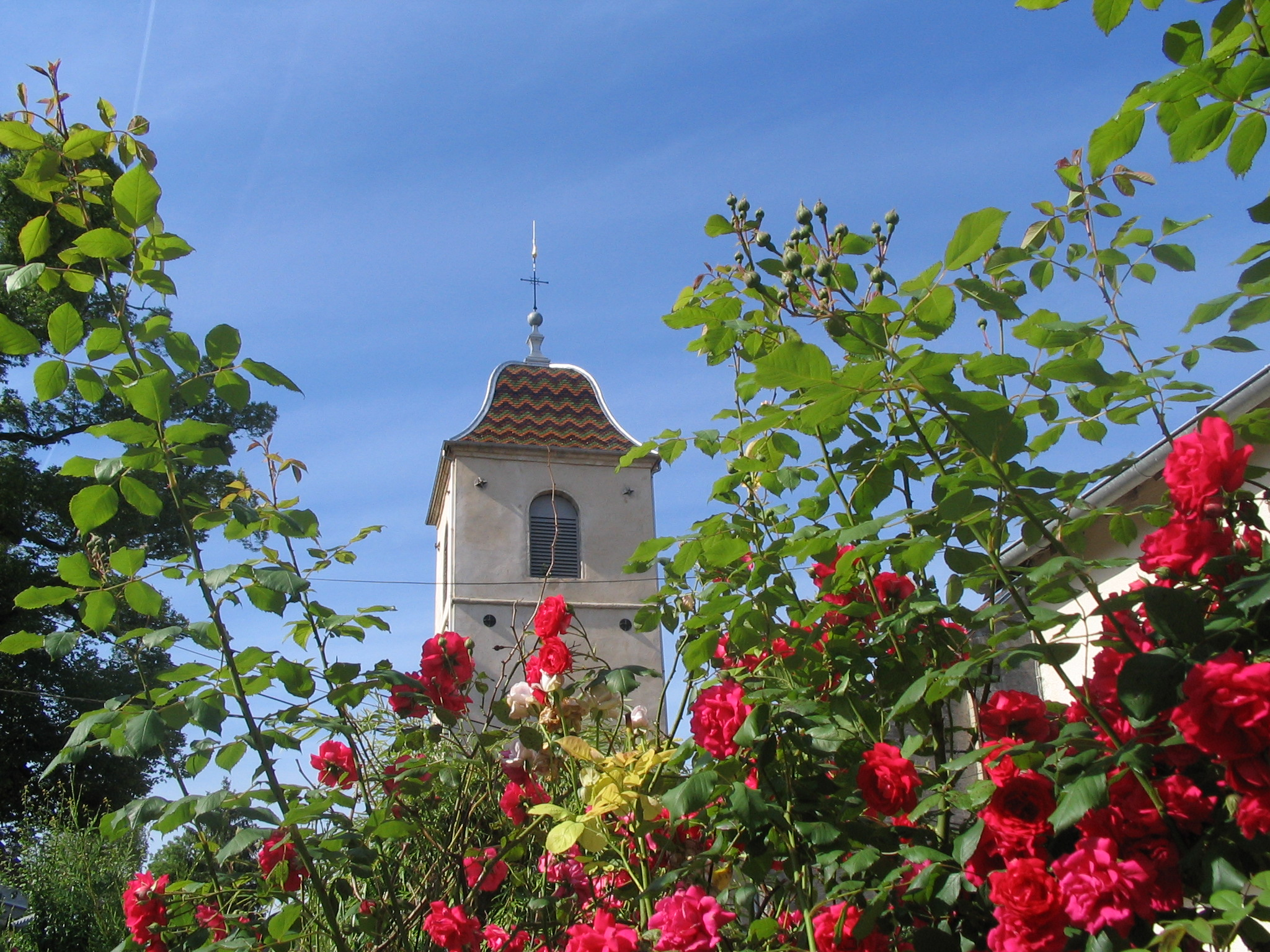
Kirchturm von Velle-le-Châtel

Verschiedene Funde, unter anderem Überreste eines Aquäduktes, weisen darauf hin, dass das Gebiet bereits in gallorömischer Zeit besiedelt war. Erstmals urkundlich erwähnt wird Velle im Jahr 1199. Im Mittelalter gehörte das Dorf zur Freigrafschaft Burgund und darin zum Gebiet des Bailliage d’Amont. Es bildete ein Lehen, das den Herren von Traves unterstand. Zusammen mit der Franche-Comté gelangte Velle mit dem Frieden von Nimwegen 1678 definitiv an Frankreich. Im Jahr 1739 wurde Velle unter dem Namen Broissia-Velle zur Grafschaft erhoben. Heute ist Velle-le-Châtel Mitglied des 22 Ortschaften umfassenden Gemeindeverbandes Communauté de communes des Combes.

## Sehenswürdigkeiten
Die Dorfkirche von Velle-le-Châtel wurde im 19. Jahrhundert erbaut und besitzt eine Statue der Vierge de Pitié (17. Jahrhundert). Neben der Kirche steht der Turm des Vorgängerbaus. Aus dem 18. Jahrhundert stammt der ehemalige Herrschaftssitz.

## Bevölkerung
| Jahr                       | 1962 | 1968 | 1975 | 1982 | 1990 | 1999 |
| Einwohner                  | 120  | 124  | 152  | 130  | 141  | 161  |
| Quellen: Cassini und INSEE |      |      |      |      |      |      |

Mit 139 Einwohnern (2007) gehört Velle-le-Châtel zu den kleinsten Gemeinden des Département Haute-Saône. Während des gesamten 20. Jahrhunderts bewegte sich die Einwohnerzahl im Bereich zwischen 100 und 160 Personen.

## Wirtschaft und Infrastruktur
Velle-le-Châtel war bis weit ins 20. Jahrhundert hinein ein vorwiegend durch die Landwirtschaft (Ackerbau, Obstbau und Viehzucht) geprägtes Dorf. Heute gibt es einige Betriebe des lokalen Kleingewerbes, darunter ein Unternehmen der Branche Feinmechanik und Metallverarbeitung. In den letzten Jahrzehnten hat sich das Dorf zu einer Wohngemeinde gewandelt. Viele Erwerbstätige sind deshalb Wegpendler, die in der Agglomeration Vesoul ihrer Arbeit nachgehen.
Der Ort liegt abseits der größeren Durchgangsachsen an einer Departementsstraße, die von Vesoul nach Fresne-Saint-Mamès führt. Weitere Straßenverbindungen bestehen mit Clans, Baignes und Mont-le-Vernois. Velle-le-Châtel besitzt einen Bahnhof an der mittlerweile stillgelegten Eisenbahnlinie von Vesoul nach Gray.